# Mario Frasson
Mario Frasson (Resana, 25 gennaio 1945) è un politico italiano.

## Biografia
Nel 1974 viene eletto sindaco del paese natale; conserva l'incarico per diciannove anni, quando gli succede il vice Franco Conte. Durante questo periodo, è anche segretario provinciale della Democrazia Cristiana.
Deputato per due legislature, a cavallo tra gli anni ottanta e novanta, fa parte nella prima commissione affari costituzionali.
Fuori dalla politica per un decennio, torna sindaco nel 2004, per una coalizione di centro-destra. Cinque anni dopo si ripresenta, ma viene sconfitto da Loris Mazzorato, leghista a capo di una civica trasversale.